# Bîstriivka, Radomîșl
Bîstriivka (în ucraineană Бистріївка) este un sat în comuna Verlok din raionul Radomîșl, regiunea Jîtomîr, Ucraina.

## Demografie
Componența lingvistică a localității Bîstriivka
     Ucraineană (96,08%)
     Rusă (3,92%)
Conform recensământului din 2001, majoritatea populației localității Bîstriivka era vorbitoare de ucraineană (96,08%), existând în minoritate și vorbitori de rusă (3,92%).